# 擴充卡
擴充卡又稱擴充板，是一塊印刷電路板，可以插入電腦主板上的插槽中，以便為電腦添加功能。相較於轉接卡，擴充卡的面積更大，而且擴充板上面可以沒有插槽。

## 另見
- 主机适配器
- 网卡
- 物理處理器
- 開機自我檢測卡
- 声卡
- 显示卡

## 外部連結
- Computer expansion slots listing and pinouts （页面存档备份，存于）